# نهائي كأس ملك إسبانيا 1925
نهائي كأس ملك إسبانيا 1925 كانت المباراة النهائية لبطولة كأس ملك إسبانيا 1925، أقيمت في مايو 10, 1925، على ملعب مسرح الملكة فيكتوريا في إشبيلية بين نادي برشلونة وآريناس دي غيتكسو وانتهت بفوز برشلونة بنتيجة 2-0.

## تفاصيل المباراة
| نادي برشلونة | 2-0 | آريناس دي غيتكسو |
| ------------ | --- | ---------------- |
| 2            |     | 0                |